# Drezdeńska Biała Flota

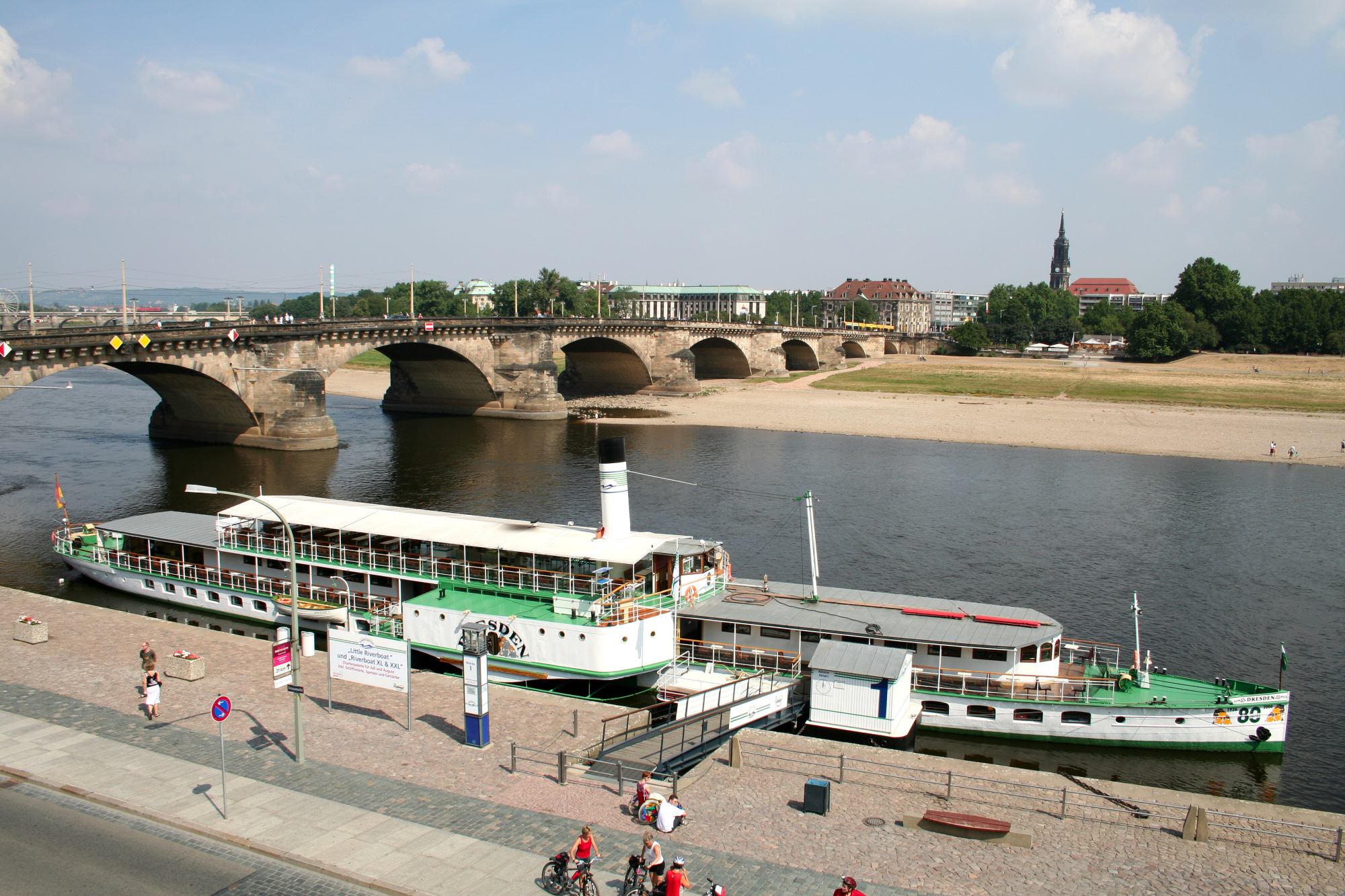
SS Dresden w swojej głównej przystani u stóp Tarasów Brühla, w tle most Augustusbrücke

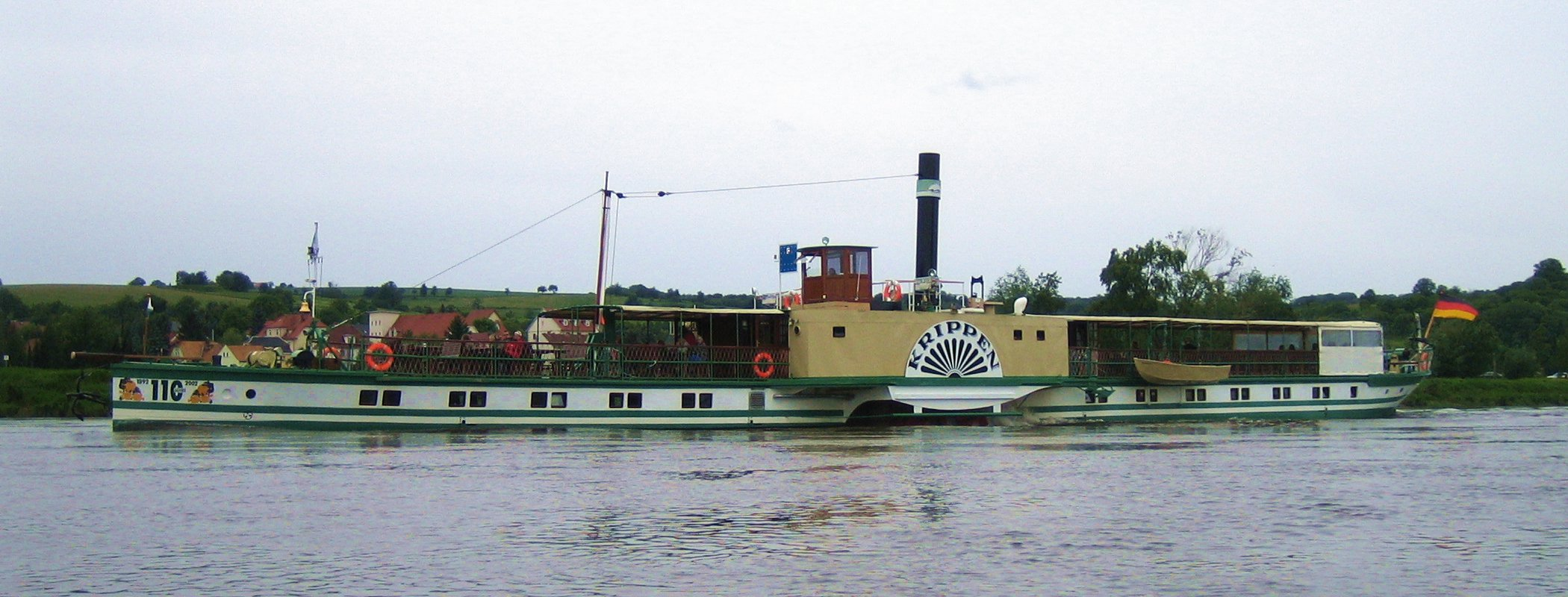
SS Krippen w 2006

Drezdeńska (Saksońska) Biała Flota (niem. Sächsische Dampfschiffahrt – Saksońskie Przewozy Parostatkami, Weiße Flotte – Biała Flota) – flota parostatków z Drezna operująca na rzece Łabie od Děčína w Czechach do Seußlitz poniżej Miśni. Jest to jedna z najstarszych i prawdopodobnie największa (co do liczby jednostek u jednego armatora) flota pasażerskich statków parowych na świecie. W jej skład wchodzi dziewięć bocznokołowców, dwa statki-salonki i dwa statki motorowe.
Wszystkie statki, poza SS Leipzig, wzięły swoje nazwy od miast leżących nad Łabą lub od znanych osób związanych z rejonem.

## Statki i daty wodowania
Parowce bocznokołowe i statki-salonki
- SS Dresden (1926)
- SS Leipzig (1929)
- SS Pillnitz (1886)
- SS Meißen (1885)
- SS Stadt Wehlen (1879)
- SS Diesbar (1884), status zabytku, opalany węglem
- SS Krippen (1892), nazwa nadana po II wojnie światowej, pierwotnie SS Tetschen (od czeskiego Děčína)
- SS Kurort Rathen (1896)
- SS Pirna (1898)

Statki motorowe
- MS August der Starke (1994)
- MS Gräfin Cosel (1994)
- MS Bad Schandau (1987)
- MS Lilienstein (1982)

Inne statki noszące typowe dla NRD nazwy: Weltfrieden (Światowy Pokój), Karl Marx czy Friedrich Engels, po 1991 roku zostały przemianowane lub wycofane z użytku. Także bardziej „reprezentacyjne” nazwy, jak Dresden, były nadawane nowocześniejszym jednostkom – kiedyś nazwę Dresden nosił mały, stary parowiec, ale został on przemianowany na SS Stadt Wehlen, podczas gdy „zwolnioną” nazwą ochrzczono nowszą jednostkę. Niektóre statki miały wielokrotnie zmienianą nazwę.